# Rafael Lledó
Rafael Lledó Foquet (Santiago del Estero, 2 marzo 1922 – 9 agosto 1991) è stato un cestista argentino.

## Carriera
Con l'Argentina disputò due edizioni dei Giochi olimpici (Londra 1948, Helsinki 1952).